# 島嶼国の一覧
島嶼国の一覧（とうしょこくのいちらん）は、世界の島国を一覧にしたものである。島嶼国とは、いわゆる島国のことで、島嶼部を領土とする国家である。

## 現存する島嶼国

### アジア
- インドネシア
- シンガポール
- スリランカ
- 日本
- 台湾
- パプアニューギニア
- バーレーン
- 東ティモール
- フィリピン
- ブルネイ
- モルディブ

### アフリカ
- カーボベルデ
- セーシェル
- マダガスカル
- モーリシャス
- サントメ・プリンシペ

### オセアニア
- キリバス
- サモア - 西サモアより正式国名変更。
- ソロモン諸島
- ツバル
- トンガ
- ナウル
- ニュージーランド
  -  ニウエ
  -  クック諸島
- バヌアツ
- パラオ
- フィジー
- マーシャル諸島
- ミクロネシア連邦

### ヨーロッパ
- アイスランド
- アイルランド
- イギリス
- キプロス
- マルタ

### 中米
- アンティグア・バーブーダ
- キューバ
- グレナダ
- セントビンセント・グレナディーン
- セントクリストファー・ネイビス
- セントルシア
- ドミニカ共和国
- ドミニカ国
- バハマ
- バルバドス
- ジャマイカ

## かつての島嶼国
- 耽羅 - 済州島にかつて存在した島国。15世紀に李氏朝鮮により征服され併合。
- ザンジバル共和国 - 当初は王国として独立したかつての島国。後にタンガニーカ共和国と連邦国家を結成し、現在のタンザニア連合共和国となる。
- アンギラ共和国 - およそ一年間のみ存在したとされるかつての島国。後に英領セントクリストファー・ネイビスの軍事介入により再びイギリス領となる。のちに単独の自治領となり現在に至る。
- ハワイ王国 - 建国者のカメハメハ大王などで知られるかつての島国。米国のクーデターにより米国へ併合された。
- ウォリス・フツナ - 3島それぞれの王国で構成するフランス領（海外準県）。
- マン島、チャネル諸島全域 - いずれも英国王室の保護国。うち、マン島はイギリス連邦のオブザーバーとして参加。
- 琉球王国 - かつて琉球諸島に存在した島国。現在の沖縄県の範囲とほぼ一致する。

## その他
- 中華民国（台湾） - 「台湾共和国」等として独立を提唱している勢力（泛緑連盟）もあるが、中華人民共和国は「台湾は我が国の領土」と主張。
- プエルトリコ - アメリカ自治領。これまで51番目の米国州にしようという動きがあった。